# クンツェ＝クノールブレーキ

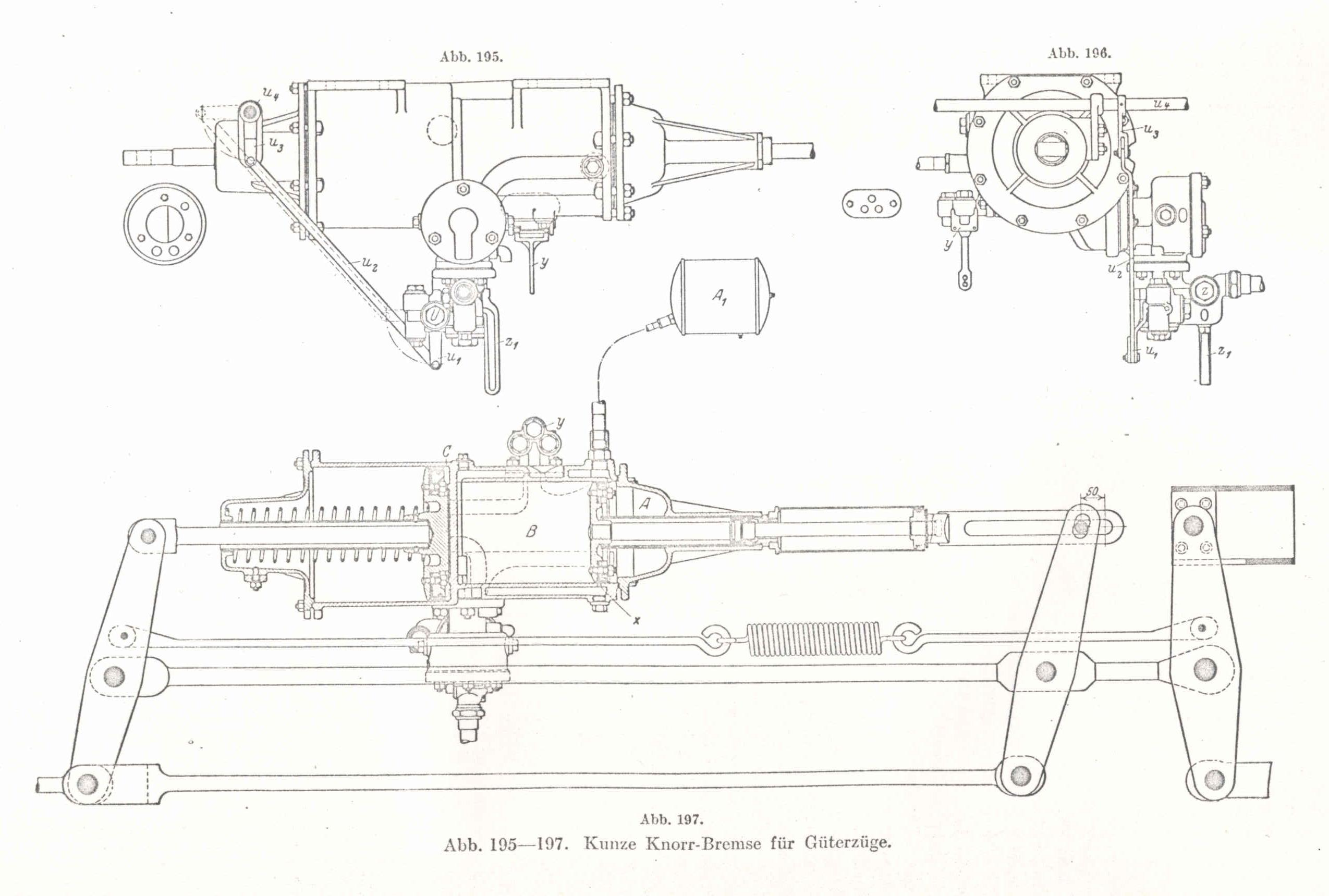
クンツェ＝クノール貨物列車用ブレーキ図面

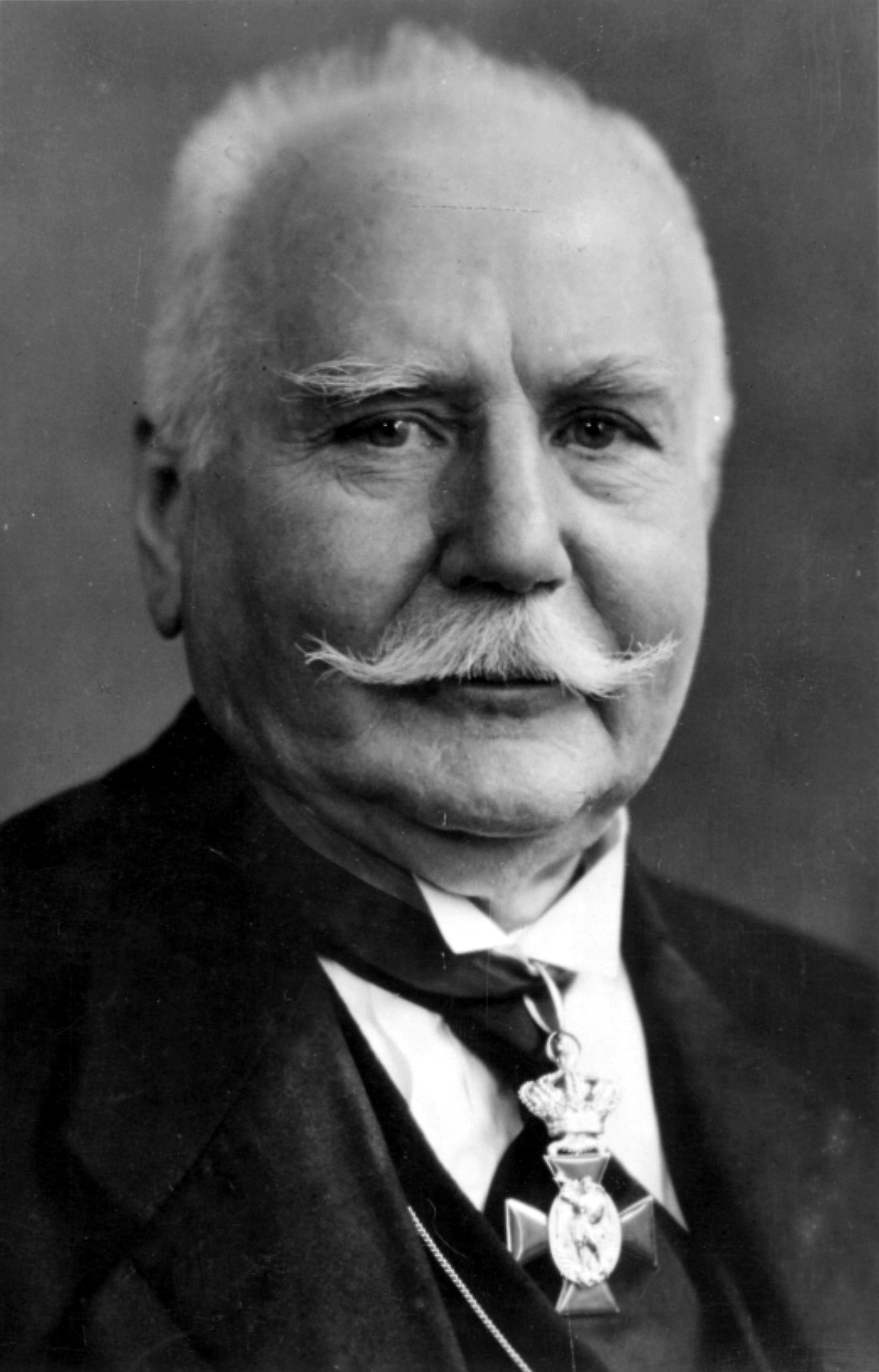
ブルーノ・クンツェ（1854年 - 1935年）

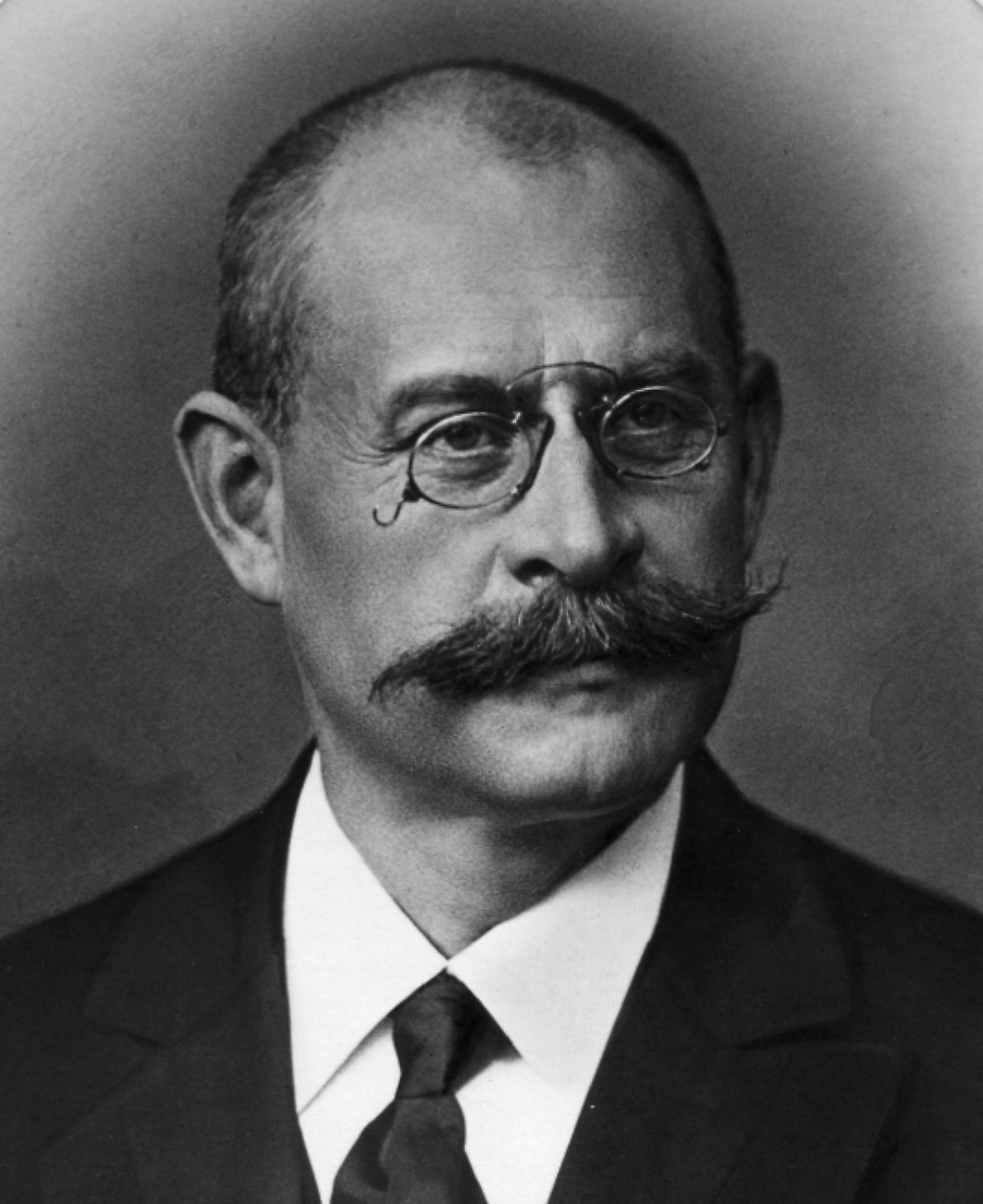
ゲオルグ・クノール（1859年 - 1911年）

クンツェ＝クノールブレーキ（ドイツ語: Kunze-Knorr-Bremse、KKブレーキ）は、鉄道車両で用いられる自動空気ブレーキの一種である。ヨーロッパで初めて、貨物列車用の階段緩めができる空気ブレーキであった。第一次世界大戦後に導入されて、多くのヨーロッパ諸国で貨物列車のブレーキが緩急車による手ブレーキから圧縮空気ブレーキへと移行した。ドイツ国営鉄道では、1918年から1927年までの間にドイツの貨物列車にクンツェ＝クノールブレーキを装備するために4億7840万ライヒスマルクを費やした。貨物輸送の高速化と制動手の削減による運行コストの削減額は、ドイツ国鉄の推定で毎年9630万ライヒスマルクにのぼると見積もられた。
クンツェ＝クノールブレーキは、プロイセン王国の測量技師、ブルーノ＝クンツェ（Bruno Kunze、1854年 - 1935年）のアイデアに、クノールブレムゼの創業者であるゲオルグ・クノール（Georg Knorr、1859年 - 1911年）の補助的な作業が加わって実現された。長い貨物列車に対して、階段制動（段階的にブレーキ力を強めていくこと）ができるだけでなく、階段緩め（段階的にブレーキ力を弱めていくこと）もできる、初めての貫通式圧縮空気ブレーキであった。ブレーキシリンダーを1段階のものと2段階のものを組み合わせて複合ブレーキとすることで、大きなブレーキ力を得ている。
3種類のブレーキが開発され、それぞれ貨物用 (KKgbr)、旅客用 (KKpbr)、急行用 (KKsbr) があった。貨物用のものは、積車と空車に応じて（貨車に貨物が積まれているかどうかに応じて）ブレーキを切り替えるオプションが用意されていた。旅客用のものには、制御弁 (control valve) だけではなくブレーキ増圧弁 (Beschleunigungsventil、accelerator valve) が設置されていた。急行用のものにはこれに加えて、急ブレーキを掛けた時に車輪がロックすることを防ぐブレーキ力レギュレータが付いていた。
クンツェ＝クノールブレーキは、ベルリンでクノールブレムゼ社によって開発・製造された。また同社の子会社であるシュートドイッチェ・ブレムゼンAG（Süddeutsche Bremsen-AG、南ドイツブレーキ社）でも製造され、これは現在のクノールブレムゼのミュンヘン本社に当たる。ライセンス生産されたものを含めて、合計約55万個のクンツェ＝クノールブレーキの制御弁が製造された。1930年代になると、クンツェ＝クノールブレーキはヒルデブラント＝クノールブレーキ (Hildebrand-Knorr brake, Hik brake) に置き換えられた。しかしクンツェ＝クノールブレーキは第二次世界大戦後の東ドイツの国鉄を含め、多くの場所で1960年代まで用いられ続けていた。